# Pseudastur albicollis
Pseudastur albicollis là một loài chim trong họ Accipitridae.